# Château de Losmonerie
Le Château de Losmonerie ou de l'Osmonerie est situé sur la commune d'Aixe-sur-Vienne en Haute-Vienne.

## Description

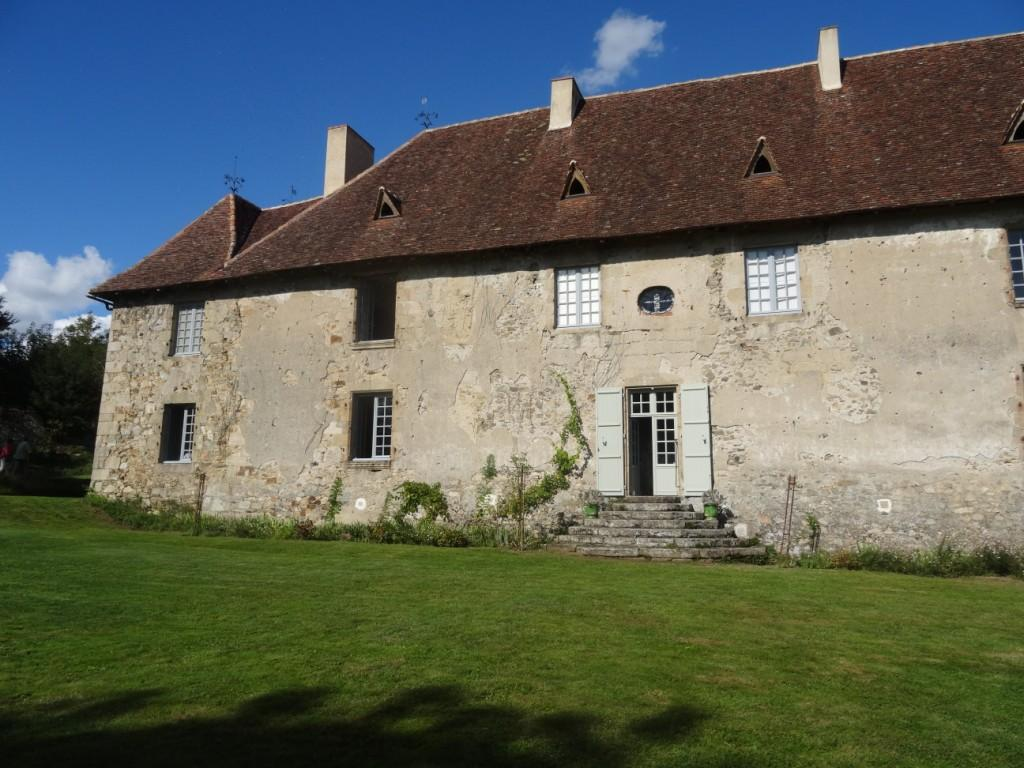

Le lieu de Losmonerie est attesté comme manse dans la seconde moitié du XIVe siècle. Il ne paraît pas avoir été siège d'une seigneurie avant la fin du XVIe siècle. Les bâtiments actuels se composent d'un corps de logis en équerre, précédé d'une sorte de jardin cour et de dépendances à caractère agricole entourant une basse-cour. Les deux espaces sont séparés par une porte à piliers de pierre, flanquée de deux pavillons dont une chapelle. Le logis comprend un corps de bâtiment (fin XVe siècle, début du XVIe siècle) avec tour d'escalier circulaire hors-œuvre pourvue d'une porte de style gothique flamboyant et une aile en retour ajoutée au XVIIe siècle. Une galerie à deux niveaux présentant un décor Renaissance, permet la communication entre ces deux ailes. Le niveau inférieur était animé de trois arcades. Les trois travées du deuxième niveau sont délimitées par deux colonnes centrales cannelées et deux pilastres d'extrémité décorés de losanges, disques et demi-disques de style Renaissance. Un corps de pavillon a été accolé à l'ouest de la façade sud-ouest à une époque indéterminée. L'aile en retour a été rajoutée au cours du XVIIe siècle. Une cave voûtée s'étend sous le petit salon central de l'aile sud. L'habitation porte la marque de remaniements aux XVIIIe siècle et XIXe siècle. L'aile sud du logis conserve des décors peints du XVIIe siècle sur le plafond à la française dans le grand salon et dans le passage entre le salon central et la tour d'escalier. Une cheminée peinte de la même époque se trouve dans une chambre du premier étage.

## Historique
Le château de Losmonerie a été construit vers 1535 comme une « maison aux champs » de la Renaissance pour Jean Chantois, « élu pour le roi » à Limoges.
Vers 1760, une campagne de travaux réaménage l’intérieur au goût du XVIIIe siècle. Le château est resté dans la même famille depuis et a conservé le décor et le mobilier de cette époque in-situ. Ainsi, dans le grand salon, on peut admirer une suite de huit tapisseries d’Aubusson, classées Monument Historique qui ont été faites pour ces murs, un patrimoine marquant pour le Limousin.
Le château est partiellement inscrit monument historique le 8 septembre 2009.